# Соловьёв, Иван Иванович (учёный)
Ива́н Ива́нович Соловьёв (1903—1970) — советский учёный-энергетик, основатель московской школы автоматизации электроэнергетических систем.

## Биография
Родился 14 июля 1903 года в крестьянской семье. Уже в возрасте 15 лет начал работать на строительстве Шатурской торфоразработок и электростанции.
В 1921 году начал учёбу, сначала на рабфаке, затем в институте имени Г. В. Плеханова (ныне Санкт-Петербургский государственный горный институт).
В 1933 году Соловьёв окончил аспирантуру американского Массачусетского технологического института, получил звание магистра. В этом же году вернулся из США в СССР.
До 1946 года — руководитель Центральной службой релейной защиты и автоматики Мосэнерго, параллельно вёл профессорскую работу в МЭИ имени В. М. Молотова.
Вскоре Соловьёв окончательно перешёл в МЭИ, до конца своих дней возглавлял там кафедру релейной защиты и автоматизации энергосистем. Доктор технических наук. Профессор.
Восемь лет являлся деканом электроэнергетического института. С 1946 года — научный руководитель лаборатории релейной защиты и автоматизации ВНИИЭ. Стал автором учебника «Автоматизация энергетических систем» (1950, переиздан в 1956 году), который выступил в роди основы для общих и специальных курсов «Автоматизации и телемеханизации энергетических систем». Данные курсы читались как в МЭИ, так и в других учебных заведениях.
Учебник Соловьёва издавался в Болгарии и дважды издавался в Китае.
Умер в 1970 году. Похоронен на Введенском кладбище (26 уч.).

## Награды и премии
- Сталинская премия третьей степени (1950) — за разработку и внедрение новых устройств релейной защиты, повышающих надёжность работы энергетических систем
- Сталинская премия третьей степени (1952) — за учебное пособие «Автоматизация энергетических систем» (1950)
- орден Октябрьской революции[1]
- два ордена «Знак Почёта»[1]
- медали